# Lophochernes balzanii
Lophochernes balzanii är en spindeldjursart som först beskrevs av Tord Tamerlan Teodor Thorell 1890.  Lophochernes balzanii ingår i släktet Lophochernes och familjen tvåögonklokrypare. Inga underarter finns listade i Catalogue of Life.